# نيتشين
نيتشين هي مدينة تقع في خملنيتسكي أوبلاست غرب أوكرانيا، تضم المدينة موقع محطة خملنيتسكي للطاقة النووية.